# Konstantin Laskaris
Konstantin (XI.) Laskaris (grč. Κωνσταντίνος Λάσκαρης) (Istanbul, 1170. – Niceja, 19. ožujka 1205.), bizantski car nekoliko mjeseci tijekom 1204. i 1205. godine, a potom jedan od vođa otpora u Maloj Aziji protiv vlasti Latina.
| Konstantin Laskaris Dinastija Laskaris |                    |                               |
| Vladarske titule                       |                    |                               |
| prethodnik Aleksije V. Duka Murzuful   | nicejski car 1204. | nasljednik Teodor I. Laskaris |